# Marquesado de Villamantilla de Perales

Escudo de Villamantilla de Perales, Madrid.

El marquesado de Villamantilla de Perales es un título nobiliario español creado por el rey Alfonso XIII en favor de Juana García de la Cuesta y Ruiz de Monsalve, esposa del senador Diego González-Conde y González, el 27 de mayo de 1895 por real decreto y el 24 de junio del mismo año por real despacho, en recuerdo de un antiguo señorío que fundó el licenciado Miguel de Monsalve, abogado de los Reales Consejos.
Su denominación hace referencia al municipio español de Villamantilla, junto al río Perales, en la provincia de Madrid.

## Marqueses de Villamantilla de Perales
|                           | Titular                                      | Periodo                   |
| Creación por Alfonso XIII | Creación por Alfonso XIII                    | Creación por Alfonso XIII |
| ------------------------- | -------------------------------------------- | ------------------------- |
| I                         | Juana García de la Cuesta y Ruiz de Monsalve | 1895-1924                 |
| II                        | Diego González-Conde y García de la Cuesta   | 1925-1954                 |
| III                       | Diego Luis de Borbón y González-Conde        | 1955-1997                 |
| IV                        | Olivia de Borbón y Rueda                     | 1998-hoy                  |

## Historia de los marqueses de Villamantilla de Perales
La lista de los marqueses de Villamantilla de Perales, junto con sus fechas de sucesión en el título, es la que sigue:
- Juana García de la Cuesta y Ruiz de Monsalve (f. 1924), I marquesa de Villamantilla de Perales.

Casó con Diego González-Conde y González, diputado a Cortes. El 19 de octubre de 1925 le sucedió su hijo:
- Diego González-Conde y García de la Cuesta (1876-1954), II marqués de Villamantilla de Perales, diputado fiscal del Real Cuerpo Colegiado de la Nobleza de Madrid y mayordomo de semana del rey Alfonso XIII.

Casó con María Luisa de Borbón y la Torre. El 9 de diciembre de 1955, tras solicitud cursada el 8 de marzo del mismo año (BOE del día 12) y orden del 11 de julio para que se expida la correspondiente carta de sucesión (BOE del día 23), le sucedió su hijo:
- Diego de Borbón y González-Conde (1906-1997), III marqués de Villamantilla de Perales y caballero del Real Cuerpo Colegiado de la Nobleza de Madrid.

Casó con María Teresa Rueda y Muñiz. El 11 de octubre de 1998 le sucedió su hija:
- Olivia de Borbón y Rueda , IV marquesa de Villamantilla de Perales.

Casó con Alfonso de Figueroa y Melgar, IV duque de Tovar.